# 스테판 엔더슨
스테판 엔더슨 (Stefan Andersson) 은 스웨덴의 Mousesports 소속 스타크래프트 II 프로게이머이다. Mouz_Morrow 아이디를 사용하며 주종은 저그이다.
군단의 심장에선 "테란"으로 변경 예정이다.